# America Adrift
America Adrift è un film del 2016 diretto da Christopher James Lopez.

## Trama
Trasferirsi con la sua famiglia in una bella casa nei sobborghi di Long Island fa pensare a Cecelia Fernandez di aver finalmente raggiunto il "sogno americano". Ma quando il figlio più giovane, Cameron, inizia a saltare le lezioni e a fare uso l'eroina, l'intero mondo di Cecelia sembra crollare. Quando Cameron, nonostante tutti gli sforzi della famiglia, si ritrova coinvolto dal mondo del traffico della droga e finisce con lo scontrarsi con uno dei più grandi boss della droga di Long Island, Cecelia si ritrova costretta a prendere in mano la situazione.